# Nivelon de Quierzy

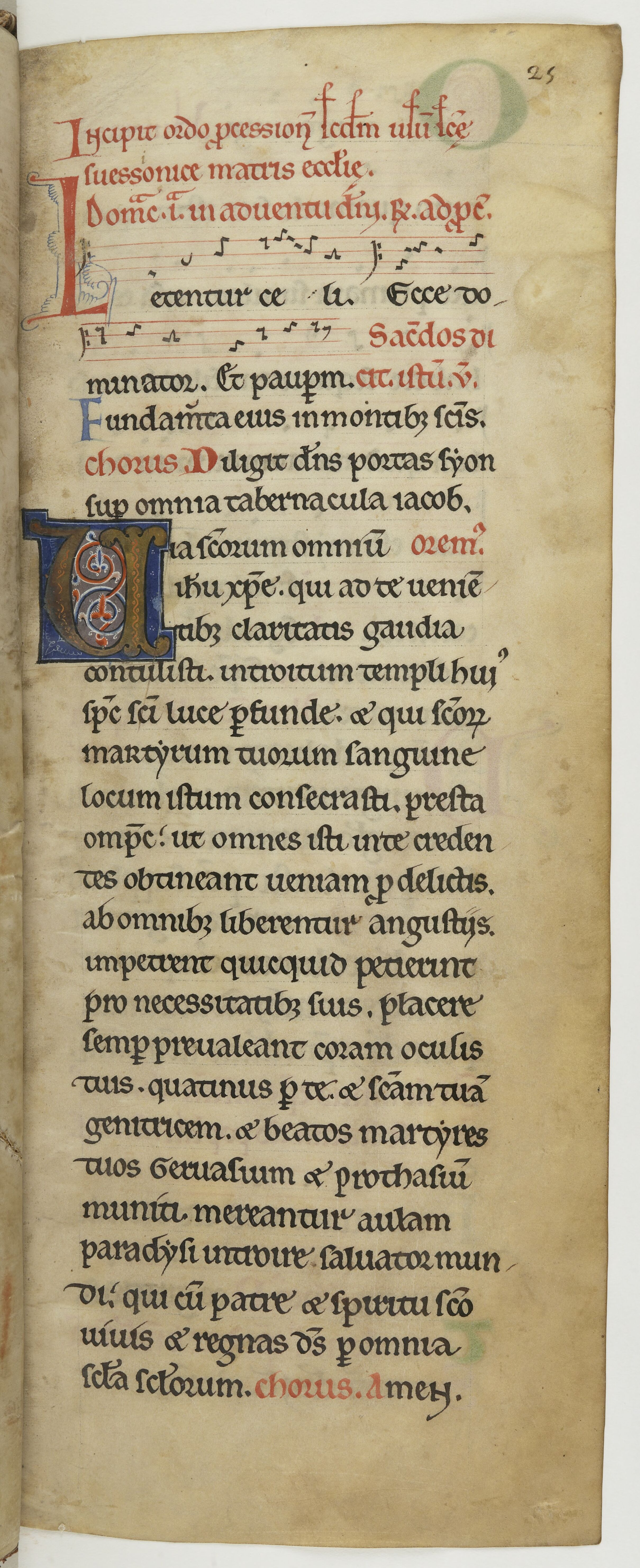
El ceremonial de Nivelon de Quierzy (Biblioteca Nacional de Francia).

Nivelon de Quierzy, también conocido como Nivelon de Chérisy (fallecido el 13 de septiembre de 1207) fue obispo de Soissons desde 1176 hasta su muerte. También fue el prelado principal del ejército de la cuarta cruzada.

## Biografía
Nivelon era hijo de Gérard II, señor de Muret y Quierzy, y de Agnès de Longpont. Se convirtió en canónigo en 1166 y obispo de Soissons en 1176. Como obispo, Nivelon supervisó la construcción de la nueva catedral gótica de Saint-Gervais-Saint-Protais.
Nivelon se alistó en la cuarta cruzada a finales de 1199 o principios de 1200, convirtiéndose así en una de las primeras personas en hacerlo. Estuvo significativamente involucrado en la planificación de la cruzada, habiendo organizado tres asambleas deliberantes en Soissons (una en 1200 y dos veces en 1201). El papa Inocencio III encargó a Nivelon que informara a los cruzados sobre su desaprobación de su planeada invasión de Constantinopla. Sin embargo, Nivelon no sólo ocultó este mensaje, sino que también predicó que tal invasión sería simplemente porque los griegos eran «cismáticos y traidores». El 12 de abril de 1204, Nivelon se apoderó del Paradise, que encabezó el ataque naval contra Constantinopla y alcanzó los muros del puerto ese mismo día. Después de que los cruzados tomaron el control de la ciudad, Nivelon fue uno de los doce electores que instalaron a Balduino I como emperador de Constantinopla.
Los cruzados también robaron unas 3600 reliquias de Constantinopla. El propio Nivelon envió una gran cantidad de reliquias de «alto estatus» a su catedral de Soissons, el primer lote de las cuales incluía el píleo de Marcos el Evangelista, el cráneo de Esteban, el dedo de Tomás el Apóstol (específicamente el que había sido colocado en el costado de Jesús), una espina de la corona de espinas de Jesús, una toalla que Jesús había usado durante La Última Cena, y el velo de María; estas reliquias fueron recibidas por la catedral el 27 de junio de 1205.
El 13 de octubre de 1205 o 1206, Nivelon regresó a Soissons y entregó otro lote de reliquias a su catedral, entre ellas dos piezas de la Vera Cruz, una de las costillas de San Blas, la vara de Moisés y los cráneos de Tomás Apóstol y Juan el Bautista. Nivelon también entregó muchas reliquias a otras abadías y conventos de Soissons. Durante los tres siglos siguientes, el traslado de estas reliquias al norte de Francia se conmemoró el domingo posterior a la ascensión de Jesús (13 de octubre).
Como amigo de Bonifacio de Montferrato, comandante de la cruzada, Nivelon fue nombrado arzobispo de Salónica y se le dio un permiso especial para permanecer como obispo de Soissons al mismo tiempo. Nivelon murió el 13 de septiembre de 1207 en Apulia, habiendo sido enviado de regreso a Occidente para reunir refuerzos para el Imperio latino en Grecia. Tras la muerte de Nivelon, Haymard de Provins fue elegido obispo de Soissons.

### Citas
1. 1 2 3 4 5  Mayer-Martin, 2016, p. 155.
2. ↑  Gaposchkin, 2020, p. 1096.
3. 1 2 3 4 5  Andrea, 2008, p. 224.
4. ↑  Queller y Madden, 1999, p. 6.
5. 1 2 3 4  Gaposchkin, 2020, p. 1089.
6. ↑  Gaposchkin, 2020, p. 1123.
7. ↑  Gaposchkin, 2020, p. 1106.
8. 1 2  Andrea, 2008, p. 225.

### Obras citadas
- Andrea, Alfred (2008). Contemporary Sources for the Fourth Crusade. Brill. ISBN 9789004169432.
- Gaposchkin, M. Cecilia (2020). «Nivelon de Quierzy, the Cathedral of Soissons, and the Relics of 1205: Liturgy and Devotion in the Aftermath of the Fourth Crusade». Speculum 95 (4): 1087-1129. doi:10.1086/710547.
- Mayer-Martin, Donna (2016). «Soissons and the Royal Abbey of Saint-Médard: Historical Contexts for the Life and Works of Gautier de Coinci».  En Stephanie Hayes-Healy, ed. Medieval Paradigms 2. Palgrave Macmillan US. pp. 147-167. ISBN 9781403969170.
- Queller, Donald E.; Madden, Thomas F. (1999). The Fourth Crusade: The Conquest of Constantinople. University of Pennsylvania Press. ISBN 9780812217131.

- Datos: Q1994131